# Wilhelm Batz
Wilhelm Batz (Bamberga, 21 maggio 1916 – Mauschendorf, 11 settembre 1988) è stato un aviatore tedesco che prestò servizio nella Luftwaffe durante e dopo la seconda guerra mondiale. Asso dell'aviazione, fu il sesto miglior pilota tedesco al fronte orientale nonché il sesto in assoluto per numero di vittorie (237 ottenute in 445 missioni di guerra, di cui 234 al fronte orientale). Rimase ferito tre volte, mentre fu abbattuto quattro volte.

## Biografia
Wilhelm Batz nacque il 21 maggio 1916 a Bamberga, nella Baviera. Entrato nella Luftwaffe nel 1935, si addestrò inizialmente al volo sui caccia, ma nel 1937 venne nominato istruttore. Nonostante la promozione a Leutnant (sottotenente) il 1º novembre 1940, le sue richieste di passare ai reparti operativi vennero rigettate fin quando, dopo 5.000 ore di volo come istruttore alle scuole di Kaufbeuren e Bad Aibling, venne trasferito, il 20 dicembre 1942, alla 2ª squadriglia (Staffel) dell'Ergänzungs-Jagdgruppe Ost (gruppo complementare caccia est), tappa preliminare alle unità al fronte dove svolse alcuni voli d'addestramento.
Il 1º febbraio 1943 Batz divenne aiutante dell'asso Johannes Steinhoff presso il 2º gruppo (Gruppe) del 52º stormo caccia (Jagdgeschwader 52, abbreviato in II./JG 52), stanziato al fronte orientale. La prima vittoria per Batz giunse l'11 marzo 1943, quindi seguì il 1º maggio la nomina a capo (Staffelkapitän) della 5ª squadriglia del JG 52, quando già aveva un totale di sette vittorie. Il 9 settembre arrivò la 20ª vittoria, il 16 novembre, con tre vittorie nello stesso giorno, la 40ª e il 30 dello stesso mese la 50ª (un aereo da attacco al suolo Il-2 Šturmovik), giungendo il 7 dicembre, con un'altra tripletta, a 75 successi. Ammalatosi nel febbraio 1944, Batz tornò a volare due settimane dopo registrando la 100ª e 101ª vittoria il 22 marzo. Già promosso Oberleutnant (tenente), il 26 marzo gli venne concessa la Croce di Cavaliere della Croce di Ferro per aver conseguito la 101ª vittoria. Le sue abilità gli valsero la nomina a comandante del III gruppo del JG 52 (III./JG 52), sostituendo il Major (maggiore) Günther Rall, entrando così in contatto con piloti come Erich Hartmann, Friedrich Obleser e Walter Wolfrum.
Per tutta l'estate 1944, Batz abbatté una media di quattro/cinque aerei sovietici al giorno, dopo che aveva fatto precipitare quindici avversari nel solo 31 maggio toccando quota 155 vittorie. A giugno si trovò a proteggere i cieli rumeni dagli aerei dell'USAAF, abbattendo due caccia P-51 e un quadrimotore B-24. Diventato capitano (Hauptmann), Batz ricevette il 20 luglio, dopo 188 successi in volo, le fronde di quercia da aggiungere alla Croce di Cavaliere. Il 17 agosto 1944 siglò la 200ª vittoria contro un caccia P-39, e per la fine dell'anno arrivò a quota 224. Il nuovo anno, precisamente il 31 gennaio 1945, significò per Batz il trasferimento al comando del II gruppo del 52º stormo caccia, in Ungheria. Diventato Major, gli vennero concesse, il 21 aprile, le spade con cui ornare la Croce di Cavaliere con Fronde di Quercia. Durante gli ultimi mesi di guerra Batz si ritirò prima in Austria e poi in Germania assieme al suo gruppo, l'unico del JG 52 a non cadere prigioniero dei sovietici.
Terminata la seconda guerra mondiale con un totale di 237 vittorie ottenute in 445 missioni di guerra, si unì alla Luftwaffe della Bundeswehr. Morì l'11 settembre 1988 a Mauschendorf (Alta Franconia).